# Tina Stege

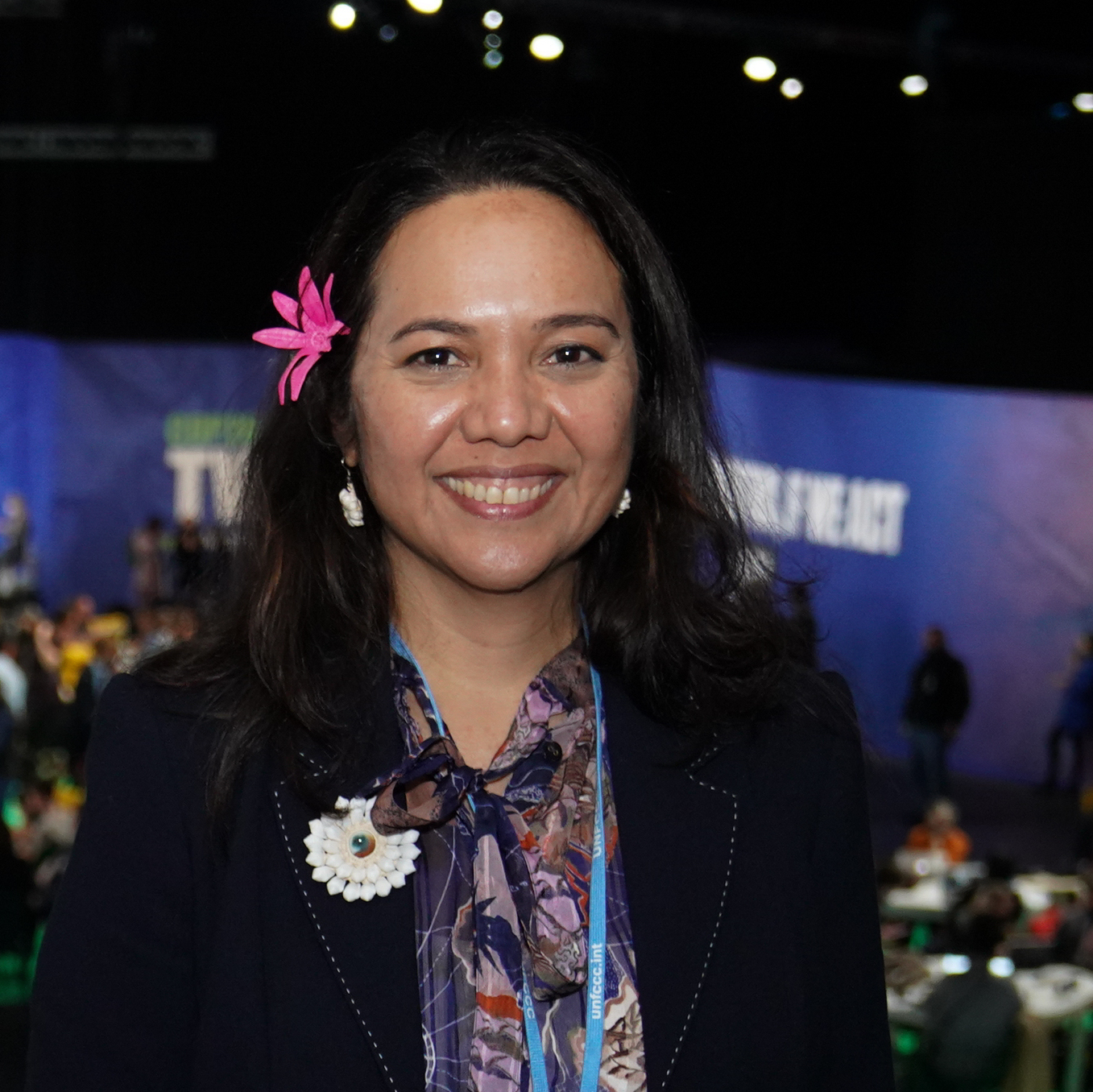
Tina Stege (2021)

Kristina Eonemto Stege (Tina Stege) ist die Klimagesandte (Climate Envoy) der Marshallinseln (RMI). Die Republik Marshallinseln (RMI, Aolepān Aorōkin Ṃajeḷ) ist eines der Länder in der Welt, welches vom Klimawandel am stärksten betroffen ist. Vor allem die steigenden Meeresspiegel werden zu einem Problem. Stege hat ihr Land bei verschiedenen Konferenzen vertreten, unter anderem bei der UN-Klimakonferenz in Madrid 2019 (COP25, Madrid, Spanien), der UN-Klimakonferenz in Glasgow 2021 (COP26, Glasgow, Schottland), und der UN-Klimakonferenz in Scharm asch-Schaich 2022 (COP27, Scharm asch-Schaich, Ägypten). Sie war auch Sprecherin für die Marshallinseln zu den Schäden von Kernwaffentests.

## Leben

### Jugend und Ausbildung
Kristina Eonemto Stege wurde in Saipan in den Nördlichen Marianen geboren und wuchs auf dem Kwajalein-Atoll und in Majuro in den Marshallinseln auf. Sie ging zur Schule nach Honolulu und erwarb 1997 ein Undergraduate Degree an der Princeton University in New Jersey, Vereinigte Staaten, sowie einen Master in Anthropologie der Universität Aix-Marseille in Frankreich 2006.

### Karriere

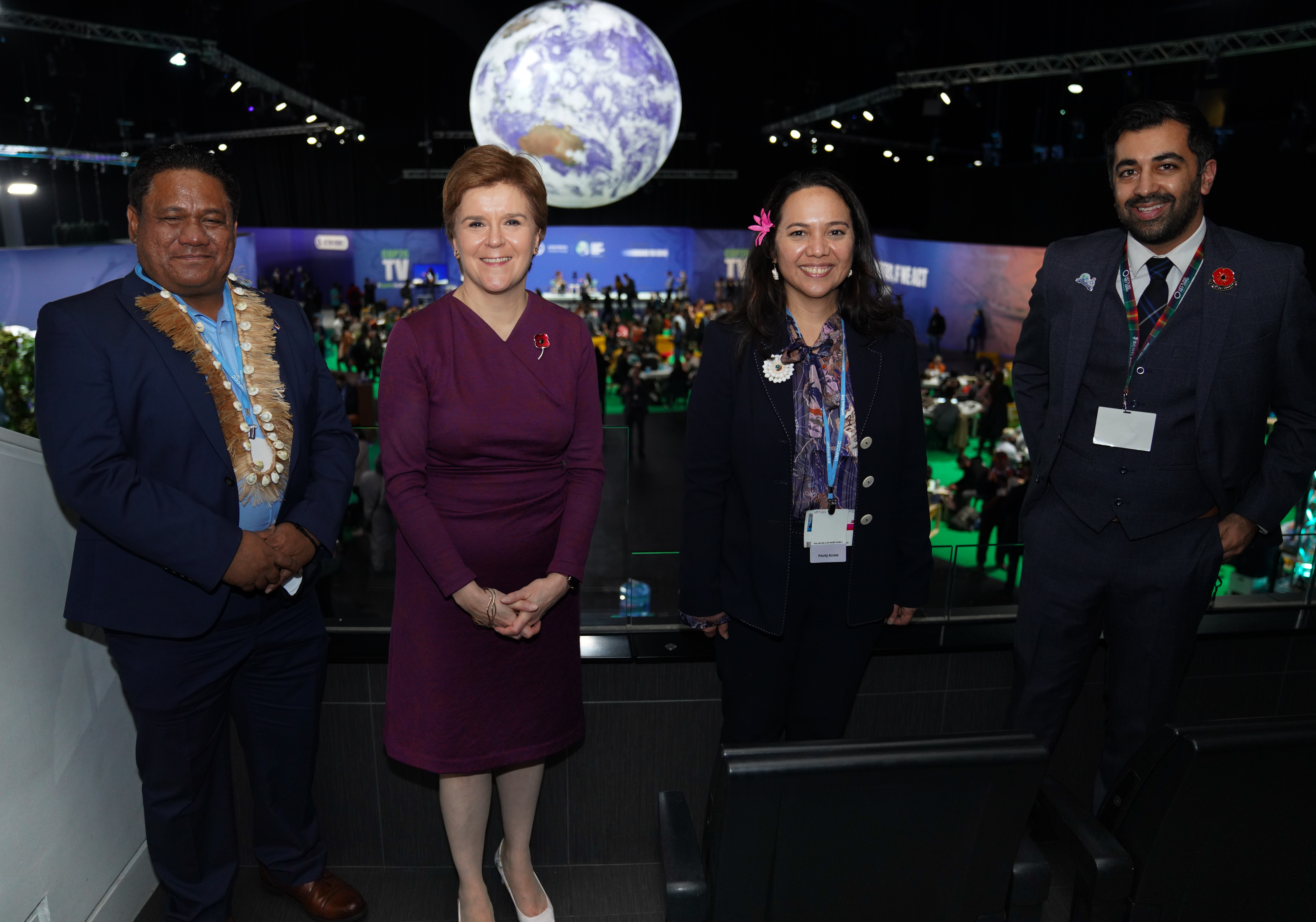
Bruce Bilimon Health Minister der Marshall Islands, Nicola Sturgeon Scottish First Minister, Stege und die schottische Health Secretary meeting during COP26

Stege begann 1998 im Ministry of Foreign Affairs der Marshallinseln. Dann wurde sie an die Botschaft der Marshallinseln in Washington, D.C. entsandt, wo sie fast sieben Jahre lang arbeitete und wo sie für die Verbindungen mit dem Kongress der Vereinigten Staaten verantwortlich war. 2007 kehrte sie auf die Marshallinseln zurück und arbeitete als Forscherin in einem Land and Women Project des Pacific Islands Forum. 2010 arbeitete sie für die Regierung der Vereinigten Staates zu Fragen der Emigration in die USA. Sie erarbeitete außerdem verschiedene Beratungsvorlagen, unter anderem für die Asiatische Entwicklungsbank (Asian Development Bank) und Greenpeace Aotearoa New Zealand. Für Greenpeace bearbeitete sie die ungelöste Hinterlassenschaft der amerikanischen Atomtests in den Marshallinseln. Sie hat auch mit der Marshallese Education Initiative eng zusammen gearbeitet, einer Organisation, welche ihren Sitz in Nordwest-Arkansas hat, wo mehr als 12.000 Marshalleser leben.
Im September 2015 sprach Stege bei den Vereinten Nationen an der Gedenkfeier zum International Day for the Total Elimination of Nuclear Weapons (Internationalen Tag für die völlige Vernichtung von Nuklearwaffen). Sie hob hervor, dass die Einwohner der Marshallinseln wissen, was es bedeutet in einer atomar verseuchten Welt zu leben, da sie den Folgen der amerikanischen Atomtests ausgesetzt waren, welche noch immer nachwirken. 2018 wurde sie als Climate Envoy der Marshallinseln ernannt mit Sitz in New York. In dieser Funktion besuchte sie 2019, 2021 und 2022 die United Nations Climate Change Conferences (COP25, 26 und 27). Ihr Heimatland ist in Gefahr durch die steigenden Meeresspiegel. Die komplette Nation der Marshallinseln ist dadurch gefährdet. Zwei fünftel der Gebäude in der Hauptstadt werden voraussichtlich überschwemmt und viele der Inseln werden Verschwinden, wie es ein Bericht der Weltbank nahelegt. Die Folgen des Klimawandels sind bereits deutlich zu spüren. Ein Flugfeld wurde überschwemmt und es gab einen Ausbruch von Denguefieber, welcher den erhöhten Temperaturen zugeschrieben wird.
Stege ist Vorsitzende der High Ambition Coalition, welche Verbindungen zwischen reichen Nationen mit kleineren, ärmeren Nationen herstellt um die Folgen der Klimaaktivitäten der ersteren auf die ärmeren Nationen zu diskutieren. Die High Ambition Group bildete sich um Tony deBrums (Außenminister der Marshallinseln) Herausforderung anzunehmen, die er im Übereinkommen von Paris formuliert hatte, nämlich die globale Erwärmung auf 1,5° zu beschränken. Stege ist deBrums Nichte.
Während der UN-Klimakonferenz in Glasgow 2021 trat Stege in der The Andrew Marr Show auf. Marr fragte nach den Gefahren, welchen die Marshallinseln ausgesetzt sind und Stege erklärte, dass die Inseln unter Trockenheit litten und erläuterte die Pläne, die Oberfläche der Inseln anzuheben mit Mitteln, welche von anderen Nationen in Aussicht gestellt worden waren.